# Педро де Суньига и Манрике де Лара
Педро де Суньига-и-Манрике де Лара (исп. Pedro de Zúñiga y Manrique de Lara; 1430—1484) — кастильский дворянин из дома Суньига, 2-й граф де Баньярес, 1-й граф де Аямонте, капитан на границе Португалии, главный судья Кастилии. Первенец Альваро де Суньига-и-Гусмана, 1-го герцога Бехара, 1-го герцога Пласенсии, 1-го графа Баньяреса, который умер за четыре года до своего отца.

## Происхождение
Старший сын Альваро де Суньига-и-Гусмана (ок. 1410—1488), 2-го графа Пласенсии, 1-го герцога Аревало (титул вернулся к короне), затем 1-го герцога Пласенсии и 1-го герцога Бехара, 1-го графа Баньяреса, главного судьи Кастилии и главного судебного пристава Кастилии, и его первой жены Леонор Манрике де Лара-и-Кастилья, дочери Педро Манрике де Лара-и-Мендоса, 8-го сеньора Амуско, и Леонор де Кастилья.
Педро женился в Севилье в 1454 году на Терезе де Гусман, дочери Хуана Алонсо Переса де Гусмана, 3-го графа Ньеблы, 1-го герцога Медина-Сидония, и его двоюродной сестры Эльвиры де Гусман, Эльвира была дочерью Алонсо Переса де Гусмана, 3-го сеньора Аямонте. Педро получил в приданое сеньорию Аямонте с городами Лепе и Редондела. В его браке у него было четыре сына и четыре дочери:
- Альваро де Суньига-и-Перес де Гусман (ок. 1450—1531), его старший сын и наследник его деда, который станет 2-м герцогом Бехаром и 2-м герцогом Пласенсия.
- Франсиско де Суньига-и-Перес де Гусман (ок. 1460—1525), 2-й граф Аямонте, возведенный в ранг 1-го маркиза Аямонте в 1525 году
- Антонио де Суньига-и-Гусман (ок. 1480—1533), приор Кастилии в Ордене Святого Иоанна Иерусалимского, вице-король Каталонии с 1523 по 1525 год.
- Бернардо де Суньига-и-Гусман, командор Ордена Алькантара
- Леонор де Суньига-и-Гусман (ок. 1472—1522), замужем за Хуаном Алонсо Пересом де Гусман-и-де-Рибера, 5-м графом Ньебла, 3-м герцогом Медина-Сидония
- Хуана де Суньига-и-Гусман, замужем за Карлосом Рамиресом де Арельяно, 2-м графом Агилар де Инестрилас
- Эльвира де Суньига-и-Гусман, замужем за Эстебаном де Авила-и-Толедо, 2-м графом Риско
- Изабель де Суньига-и-Гусман, замужем за Гонсало Мариньо де Рибера, алькайда Беджая.

## Гражданская война 1465—1474 гг
Педро, следуя политике своего отца, попытался в 1465 году поднять Севилью в пользу принца Альфонсо, заняв замок Триана, губернатором которого был комендадор Гонсало де Сааведра, против чего выступил его тесть Хуан Алонсо де Гусман, 1-й герцог Медина-Сидония, и вынудил его покинуть замок. По настоянию своего отца, Альваро де Суньига-и-Гусмана, 2-го графа Пласенсии, которому удалось убедить Хуана Алонсо де Гусмана, 1-го герцога Медина-Сидония, Хуана Понсе де Леона, 2-го графа Аркоса, и Педро Хирона, магистра Ордена Калатрава, Севилья поддержала принца Альфонсо Астурийского.
Между 21 и 25 июля 1470 года в Севилье возникли беспорядки, вызванные соперничеством между Энрике де Гусманом, 2-м герцогом Медина-Сидония, которому помогал Педро де Суньига, и Хуаном Понсе де Леон, 2-й граф Аркос. Вмешательству благочестивых и христианских людей удалось умиротворить договаривающиеся стороны.
В 1473 году было решено покинуть Севилью, чтобы вернуть замок Аланис, находящийся под контролем с 1472 года Хуана Понсе де Леона, 1-го маркиза Кадиса. Благодаря своему стратегическому положению замок Аланис доминировал на дорогах из Севильи в Кармону и из Севильи в Эстремадуру. Замок был взят с помощью Педро Энрикеса, аделантадо Андалусии. Маркиз Кадис удалился в Херес, а герцог Медина-Сидония в Севилью, но их вооруженные люди продолжали вести войну друг против друга. Когда митингующие восставшие ворот Севильи, Педро де Суньига и братья герцога Медина-Сидония, Педро и Алонсо де Гусман, храбро сражались.
Король Фердинанд V «Католик» покинул Вальядолид 4 декабря 1475 года в направлении Бургоса в сопровождении герцога Альба, графа Бенавенте, Гутьерре де Карденаса и Педро де Суньиги. Педро намеревался передать во владение крепость Бургос во власть своего дяди Иньиго Лопеса де Суньига-и-Авельянеда и предложил платить дань католическим монархам и нести расходы на строительство крепости. После продолжительной осады, длившейся более четырех месяцев, Иньиго Лопес де Суньига передал крепость католическим монархам 28 января 1476 года.

## Капитан границы с Португалией
Католические монархи поручили Педро де Суньиге и Алонсо де Карденасу руководство по защите границы с Португалией в начале 1476 года. Королева Изабелла I «Католическая» королевским указом от 23 февраля 1476 года уполномочивает Педро де Суньигу беспрепятственно вывозить пшеницу из Андалусии для всех гарнизонов на границе с Португалией. Королевским указом от 23 ноября 1478 года королева Изабелла I приказывает всем городам, поселкам и местам Андалусии прибыть по просьбе Педро де Суньиги, отвечающего за то, чтобы португальцы не укрепили Лепе или Хибралеон. Педро де Суньига, 1-й граф Аямонте, капитан пограничной службы, в письме от 14 сентября 1479 года запрашивает информацию о хлебе, необходимом для его городов, являющихся морскими портами на границе с Португалией.

## Семья, беспорядки, наследство и уступки
Его наставником и учителем был Мосен Диего де Валера, который позже стал хронистом католических монархов. Его отец Альваро де Суньига-и-Гусман заключил второй брак в 1458 году со своей племянницей Леонор Пиментель де Суньига, дочерью Хуана Алонсо Пиментеля, графа Майорга. Леонор была женщиной моложе своего мужа, очень жадной, искавшей средства погубить детей от первого брака. По просьбе Диего де Хереса Альваро де Суньига, 1-й герцог Аревало, примиряется со своим сыном Педро в Пласенсии в 1475 году. Педро посещает королеву Изабеллу «Католичку» в Тордесильясе в декабре 1475 года, которая принимает его с удовольствием, потому что он ценит его заслуги, верность и просит прощения за ошибку отца, которую он совершил из-за преклонного возраста и жадности второй жены.
Католические монархи пожаловали ему в 1475 году за заслуги в гражданской войне титул 1-го графа Аямонте. Католические монархи королевским указом от 1476 года оказывают милость Педро де Суньиге, 1-му графу Аямонте, занимавшему должность главного судьи Кастилии. По привилегии католических монархов, дарованной в Саморе 12 января 1476 года, они подтверждают пожалование, дарованную Педро де Суньиге, 1-му графу Аямонте, как сыну Альваро де Суньиги, 1-го герцога Пласенсии, на владение городом Пласенсия, провинция Касерес. Католические монархи актом от 30 января 1476 года передают Педро де Суньиге, 1-му графу Аамонте, часть имущества его отца.
В письме от 29 июля 1477 года Педро просит королеву Изабеллу I «Католичку», чтобы пожертвования, сделанные его вассалами и крепостями его майората, были недействительны. 20 и письмом от 2 октября 1477 года он просит вернуть ему имущество его майората.
9 июня 1478 года принц Хуан Астурийский, старший сын католических монархов, принял крещение в соборе Севильи. Церемонию возглавил кардинал Педро Гонсалес де Мендоса. Педро де Суньига принял участие в шествии, которое состоялось после церемонии. Перед Педро стоял паж с серебряным подносом, таким тяжелым, что Педро приходилось помогать ему держать его. В нем были свечи, капюшон и золотое приношение. Он получил от своего отца в 1480 году титул графа Баньяреса.
Педро де Суньига, 2-й граф Баньярес, 1-й граф Аямонте, составил завещание 21 июля 1480 года. Актом от 28 мая 1482 года Педро де Суньига согласился на пожертвование, сделанное его отцом в отношении поместий и городов Бургильос и Капилла, провинция Бадахос, в пользу своей жены Леонор Пиментель и клянется не предпринимать никаких действий против нее.